# Obersaxen
Obersaxen (Reto-Romaans: Sursaissa) is een plaats en voormalige gemeente in het Zwitserse kanton Graubünden en maakt deel uit van het district Surselva. In 2016 is de gemeente gefuseerd met de andere gemeente Mundaun en hebben de gemeente Obersaxen Mundaun gevormd.
Obersaxen telt 820 inwoners (december 2013), verdeeld over 28 Fraktionen, waarvan er geen Obersaxen heet. De voornaamste zijn Meierhof, Miraniga en Misanenga. De gehuchten zijn gesticht door Walser immigranten en Obersaxen vormt dan ook een Hoogstalemannisch taaleiland.
Met de Reto-Romaanstalige voormalige buurgemeente Mundaun werkt Obersaxen samen in de toeristische regio Obersaxen-Mundaun. Het skigebied met die naam behoort met 120 kilometer pisten en 7 liften tot de middelgrote skigebieden van Zwitserland. De hoogte van het skigebied varieert van 1201 meter (het dalstation Valata bij Surcuolm) tot 2310 meter (de Piz Sezner).

## Geboren
- Carlo Janka (15 oktober 1986), alpineskiër